# Finale de la ligue mondiale de hockey sur gazon masculin 2014-2015
Navigation
2012-2014 2016-2017
La finale de la Ligue mondiale de hockey sur gazon masculin 2014-2015 est la dernière étape de l'édition 2014-2015 de la Ligue mondiale de hockey sur gazon. Il prend place du 28 novembre au 6 décembre 2015 à Raipur en Inde,.
L'Australie gagne le tournoi pour une deuxième fois record en gagnant 2 - 1 contre la Belgique. L'Inde gagne le match pour la troisième place par une victoire contre les Pays-Bas 3 - 2 aux shoots-outs après le match nul 5 - 5.
Huit équipes participent à la compétition: le pays hôte plus les 7 pays qui se sont qualifiés durant les demi-finales.
Les 8 équipes suivantes montrées avec le Classement mondial du 2 novembre 2015 avant le tournoi, lors de la composition des poules pour les équipes qualifiées pour la finale de la Ligue mondiale.

## Équipes qualifiées
| Événement                                                                | Dates                    | Lieu         | Qualifiés                           | Rang FIH | Poule |
| ------------------------------------------------------------------------ | ------------------------ | ------------ | ----------------------------------- | -------- | ----- |
| Pays hôte                                                                | Pays hôte                | Pays hôte    | Inde                                | 6        | B     |
| Demi-finales de la ligue mondiale de hockey sur gazon masculin 2014-2015 | 3 - 14 juin 2015         | Buenos Aires | Pays-Bas Allemagne Argentine Canada | 2 3 5 14 | B A   |
| Demi-finales de la ligue mondiale de hockey sur gazon masculin 2014-2015 | 20 juin - 5 juillet 2015 | Anvers       | Australie Grande-Bretagne Belgique  | 1 4 7    | A     |

## Phase de poules
Toutes les heures correspondent à l'heure normale de l'Inde (UTC+5:30)

### Poule A - Classement
| Rang | Équipe          | Pts | J | V | N | P | BP | BC | Diff |
| ---- | --------------- | --- | - | - | - | - | -- | -- | ---- |
| 1    | Grande-Bretagne | 7   | 3 | 2 | 1 | 0 | 11 | 6  | +5   |
| 2    | Australie       | 6   | 3 | 2 | 0 | 1 | 9  | 5  | +4   |
| 3    | Belgique        | 4   | 3 | 1 | 1 | 1 | 10 | 6  | +4   |
| 4    | Canada          | 0   | 3 | 0 | 0 | 3 | 3  | 16 | -13  |

Source: FIH
En cas d'égalité de points de plusieurs équipes à l'issue des matchs de poule, les critères suivants sont appliqués dans l'ordre indiqué pour établir leur classement
1. Points,
2. Différence de buts,
3. Buts marqués,
4. Face à face.

### Poule A - Résultats
| 28 novembre 2015 | Grande-Bretagne              | 3 - 1   | Canada     |  |  |
| 14h30            | Mantell 2e, 23e · Catlin 24e | (3 - 1) | 4e Pearson |  |  |
| 14h30            | Rapport                      |         |            |  |  |

| 28 novembre 2015 | Australie | 1 - 0   | Belgique |  |  |
| 16h30            | Dwyer 22e | (1 - 0) |          |  |  |
| 16h30            | Rapport   |         |          |  |  |

| 29 novembre 2015 | Belgique                                                                              | 7 - 2   | Canada                    |  |  |
| 18h30            | Dockier 9e · Van Aubel 12e, 58e · Briels 13e · Truyens 14e · Van Doren 50e · Boon 54e | (4 - 1) | 29e Pearson · 44e Noronha |  |  |
| 18h30            | Rapport                                                                               |         |                           |  |  |

| 29 novembre 2015 | Australie                | 2 - 5   | Grande-Bretagne                                             |  |  |
| 20h30            | Hayward 17e · Gohdes 47e | (1 - 3) | 9e Weir · 13e Grassick · 23e Sloan · 32e Condon · 49e Roper |  |  |
| 20h30            | Rapport                  |         |                                                             |  |  |

| 1er décembre 2015 | Australie                                                               | 6 - 0   | Canada |  |  |
| 18h30             | Beale 4e, 60e · Hayward 11e · Wotherspoon 13e · Dawson 15e · Govers 57e | (4 - 0) |        |  |  |
| 18h30             | Rapport                                                                 |         |        |  |  |

| 1er décembre 2015 | Grande-Bretagne                      | 3 - 3   | Belgique                           |  |  |
| 20h30             | Roper 7e · Brogdon 28e · Forsyth 40e | (2 - 1) | 13e Briels · 38e Cosyns · 42e Boon |  |  |
| 20h30             | Rapport                              |         |                                    |  |  |

### Poule B - Classement
| Rang | Équipe    | Pts | J | V | N | P | BP | BC | Diff |
| ---- | --------- | --- | - | - | - | - | -- | -- | ---- |
| 1    | Pays-Bas  | 7   | 3 | 2 | 1 | 0 | 6  | 3  | +3   |
| 2    | Argentine | 6   | 3 | 2 | 0 | 1 | 8  | 4  | +4   |
| 3    | Allemagne | 2   | 3 | 0 | 2 | 1 | 2  | 4  | -2   |
| 4    | Inde      | 1   | 3 | 0 | 1 | 2 | 2  | 7  | -5   |

Source: FIH
En cas d'égalité de points de plusieurs équipes à l'issue des matchs de poule, les critères suivants sont appliqués dans l'ordre indiqué pour établir leur classement
1. Points,
2. Différence de buts,
3. Buts marqués,
4. Face à face.

### Poule B - Résultats
| 27 novembre 2015 | Inde    | 0 - 3   | Argentine                    |  |  |
| 18h30            |         | (0 - 2) | 3e, 60e Peillat · 24e Menini |  |  |
| 18h30            | Rapport |         |                              |  |  |

| 27 novembre 2015 | Pays-Bas | 0 - 0   | Allemagne |  |  |
| 20h30            |          | (0 - 0) |           |  |  |
| 20h30            | Rapport  |         |           |  |  |

| 28 novembre 2015 | Inde          | 1 - 1   | Allemagne |  |  |
| 18h30            | Akashdeep 47e | (0 - 1) | 6e Wellen |  |  |
| 18h30            | Rapport       |         |           |  |  |

| 28 novembre 2015 | Pays-Bas                                    | 3 - 2   | Argentine        |  |  |
| 20h30            | Brinkman 10e · Van Ass 17e · Bovendeert 22e | (3 - 1) | 30e, 39e Peillat |  |  |
| 20h30            | Rapport                                     |         |                  |  |  |

| 30 novembre 2015 | Inde             | 1 - 3   | Pays-Bas                                           |  |  |
| 18h30            | Chinglensana 47e | (0 - 0) | 36e Van der Weerden · 43e Pruyser · 54e Bovendeert |  |  |
| 18h30            | Rapport          |         |                                                    |  |  |

| 30 novembre 2015 | Allemagne  | 1 - 3   | Argentine                      |  |  |
| 20h30            | Wellen 26e | (1 - 1) | 17e, 51e Peillat · 50e Paredes |  |  |
| 20h30            | Rapport    |         |                                |  |  |

## Phase finale
|  | Quarts de finale | Quarts de finale |           |      | Demi-finales           | Demi-finales |  |  | Finale   | Finale |
|  | Quarts de finale | Quarts de finale |           |      | Demi-finales           | Demi-finales |  |  | Finale   | Finale |
|  |                  |                  |           |      |                        |              |  |  |          |        |
|  |                  |                  |           |      |                        |              |  |  |          |        |
|  |                  |                  |           |      |                        |              |  |  |          |        |
|  | Inde             | 2                |           |      |                        |              |  |  |          |        |
|  | Inde             | 2                |           |      |                        |              |  |  |          |        |
|  | Grande-Bretagne  | 1                |           |      |                        |              |  |  |          |        |
|  | Grande-Bretagne  | 1                | Inde      | 0    |                        |              |  |  |          |        |
|  |                  |                  | Inde      | 0    |                        |              |  |  |          |        |
|  |                  | Belgique         | 1         |      |                        |              |  |  |          |        |
|  | Argentine        | Belgique         | 1         | 1    |                        |              |  |  |          |        |
|  | Argentine        |                  |           | 1    |                        |              |  |  |          |        |
|  | Belgique         | 2                |           |      |                        |              |  |  |          |        |
|  | Belgique         | 2                | Australie | 2    |                        |              |  |  |          |        |
|  |                  |                  | Australie | 2    |                        |              |  |  |          |        |
|  |                  | Belgique         | 1         |      |                        |              |  |  |          |        |
|  | Australie        | Belgique         | 1         | 4    |                        |              |  |  |          |        |
|  | Australie        |                  |           | 4    |                        |              |  |  |          |        |
|  | Allemagne        | 1                |           |      |                        |              |  |  |          |        |
|  | Allemagne        | 1                | Australie | 3    |                        |              |  |  |          |        |
|  |                  |                  | Australie | 3    | Match pour la 3e place |              |  |  |          |        |
|  |                  | Pays-Bas         | 2         |      |                        |              |  |  |          |        |
|  | Pays-Bas         | Pays-Bas         | 2         | 2    |                        |              |  |  |          |        |
|  | Pays-Bas         |                  |           | 2    |                        |              |  |  |          |        |
|  | Canada           | 0                |           | Inde | 5 (3)                  |              |  |  |          |        |
|  | Canada           | 0                |           | Inde | 5 (3)                  |              |  |  |          |        |
|  |                  |                  |           |      |                        |              |  |  | Pays-Bas | 5 (1)  |
|  |                  |                  |           |      |                        |              |  |  | Pays-Bas | 5 (1)  |

| Rang | Équipe          | Pts | J | V | N | P | BP | BC | Diff |
| ---- | --------------- | --- | - | - | - | - | -- | -- | ---- |
| 1    | Grande-Bretagne | 7   | 3 | 2 | 1 | 0 | 11 | 6  | +5   |
| 2    | Argentine       | 6   | 3 | 2 | 0 | 1 | 8  | 4  | +4   |
| 3    | Allemagne       | 2   | 3 | 0 | 2 | 1 | 2  | 4  | -2   |
| 4    | Canada          | 0   | 3 | 0 | 0 | 3 | 3  | 16 | -13  |

|  | Qualifiés pour le match pour la cinquième place (no 1, no 2)              |
|  | Qualifiés pour le match pour le match pour la septième place (no 3, no 4) |

En cas d'égalité de points de plusieurs équipes à l'issue des matchs de poule, les critères suivants sont appliqués dans l'ordre indiqué pour établir leur classement
1. Points,
2. Différence de buts,
3. Buts marqués.

### Quarts de finale
| 2 décembre 2015 | Pays-Bas                    | 2 - 0   | Canada |  |  |
| 18h30           | Jonker 25e · Bovendeert 56e | (1 - 0) |        |  |  |
| 18h30           | Rapport                     |         |        |  |  |

| 2 décembre 2015 | Australie                                       | 4 - 1   | Allemagne |  |  |
| 20h45           | Hayward 4e · Dwyer 5e · Dawson 27e · Turner 60e | (3 - 0) | 40e Rühr  |  |  |
| 20h45           | Rapport                                         |         |           |  |  |

| 3 décembre 2015 | Inde                          | 2 - 1   | Grande-Bretagne |  |  |
| 18h30           | Raghunath 19e · Talwinder 39e | (1 - 0) | 52e Mantell     |  |  |
| 18h30           | Rapport                       |         |                 |  |  |

| 3 décembre 2015 | Argentine   | 1 - 2   | Belgique                    |  |  |
| 20h45           | Mazilli 42e | (0 - 2) | 22e Hendrickx · 27e Dockier |  |  |
| 20h45           | Rapport     |         |                             |  |  |

### Demi-finales
| 4 décembre 2015 | Australie                               | 3 - 2   | Pays-Bas                 |  |  |
| 18h30           | Wotherspoon 8e · Beale 22e · Gohdes 42e | (2 - 1) | 29e Jonker · 33e Pruyser |  |  |
| 18h30           | Rapport                                 |         |                          |  |  |

| 5 décembre 2015 | Inde    | 0 - 1   | Belgique    |  |  |
| 18h30           |         | (0 - 1) | 5e Charlier |  |  |
| 18h30           | Rapport |         |             |  |  |

### Match de classement final
| 4 décembre 2015 | Grande-Bretagne         | 2 - 4   | Argentine                         |  |  |
| 20h45           | Mantell 50e · Roper 57e | (0 - 3) | 5e, 17e Ibarra · 14e, 54e Peillat |  |  |
| 20h45           | Rapport                 |         |                                   |  |  |

| 5 décembre 2015 | Allemagne                                                                               | 8 - 3   | Canada                                |  |  |
| 20h45           | Rühr 3e, 4e · Fürste 8e · Wellen 18e · Windfeder 24e · Fuchs 51e · Korn 54e · Staib 59e | (5 - 1) | 30e Johnston · 41e Guest · 49e Tupper |  |  |
| 20h45           | Rapport                                                                                 |         |                                       |  |  |

| 6 décembre 2015 | Inde                                                   | 5 - 5             | Pays-Bas                                                        |  |  |
| 18h30           | Ramandeep 39e, 51e · Rupinder 47e, 55e · Akashdeep 56e | (0 - 2)           | 9e Pruyser · 25e Van der Schoot · 54e, 58e, 60e Van der Weerden |  |  |
| 18h30           | Rapport                                                |                   |                                                                 |  |  |
| 18h30           | Danish · Amir · Birendra · Sardar · Manpreet           | Tirs au but 3 - 2 | Bakker · Hertzberger · Pruyser · Van Ass · Verga                |  |  |

| 6 décembre 2015 | Australie                | 2 - 1   | Belgique     |  |  |
| 20h45           | Hayward 16e · Dawson 37e | (1 - 0) | 60e Gougnard |  |  |
| 20h45           | Rapport                  |         |              |  |  |

| Rang               | Équipe          | Pts | J | V | N | P | BP | BC | Diff |
| ------------------ | --------------- | --- | - | - | - | - | -- | -- | ---- |
| Médaille d'or      | Australie       | 15  | 6 | 5 | 0 | 1 | 18 | 9  | +9   |
| Médaille d'argent  | Belgique        | 10  | 6 | 3 | 1 | 2 | 14 | 9  | +5   |
| Médaille de bronze | Inde            | 5   | 6 | 1 | 2 | 3 | 9  | 14 | -5   |
| 4                  | Pays-Bas        | 11  | 6 | 3 | 2 | 1 | 15 | 11 | +4   |
| 5                  | Argentine       | 9   | 5 | 3 | 0 | 2 | 13 | 8  | +5   |
| 6                  | Grande-Bretagne | 7   | 5 | 2 | 1 | 2 | 14 | 12 | +2   |
| 7                  | Allemagne       | 5   | 5 | 1 | 2 | 2 | 11 | 11 | 0    |
| 8                  | Canada          | 0   | 5 | 0 | 0 | 5 | 6  | 26 | -20  |